# Carol Douglas
Carol Strickland (Bedford-Stuyvesant, 7 aprile 1948) è una cantante statunitense.

## Biografia
Figlia di una cantante jazz e cugina di Sam Cooke, Carol Douglas è salita alla ribalta nel 1974 con il singolo dance Doctor's Orders, che ha raggiunto l'11ª posizione nella Billboard Hot 100, la prima in Canada e la 6ª in Nuova Zelanda. La canzone è contenuta nel suo primo disco The Carol Douglas Album, il quale si è piazzato 177° nella Billboard 200 e 49° in Svezia. Nella classifica statunitense ha piazzato altri due album negli anni successivi: Midnight Love Affair alla numero 188 e Full Bloom alla numero 139; in contemporanea, ha continuato ad accumulare hit dance negli anni 70 e 80.

## Discografia

### Album in studio
- 1975 – The Carol Douglas Album
- 1976 – Midnight Love Affair
- 1977 – Full Bloom
- 1978 – Burnin'
- 1979 – Come into My Life
- 1983 – Love Zone

### Raccolte
- 1980 – The Best of Carol Douglas
- 1981 – Satin and Smoke: The Best of Carol Douglas
- 1989 – Greatest Hits
- 1995 – Doctor's Orders: The Best of Carol Douglas
- 1999 – Disco Queen - Carol Douglas: Greatest Hits
- 2011 – Hits Anthology

### Singoli
- 1974 – Doctor's Orders
- 1975 – A Hurricane Is Coming Tonite
- 1975 – Will We Make It Tonight
- 1975 – Headline News
- 1976 – Midnight Love Affair
- 1976 – Crime Don't Pay
- 1977 – Dancing Queen
- 1977 – I Want to Stay with You
- 1977 – Light My Fire
- 1977 – We Do It
- 1978 – Night Fever
- 1978 – So You Win Again
- 1978 – Burnin'
- 1979 – I Got the Answer
- 1979 – Love Sick
- 1981 – My Simple Heart
- 1982 – Love Sick

Karl Douglas